# Oosthof

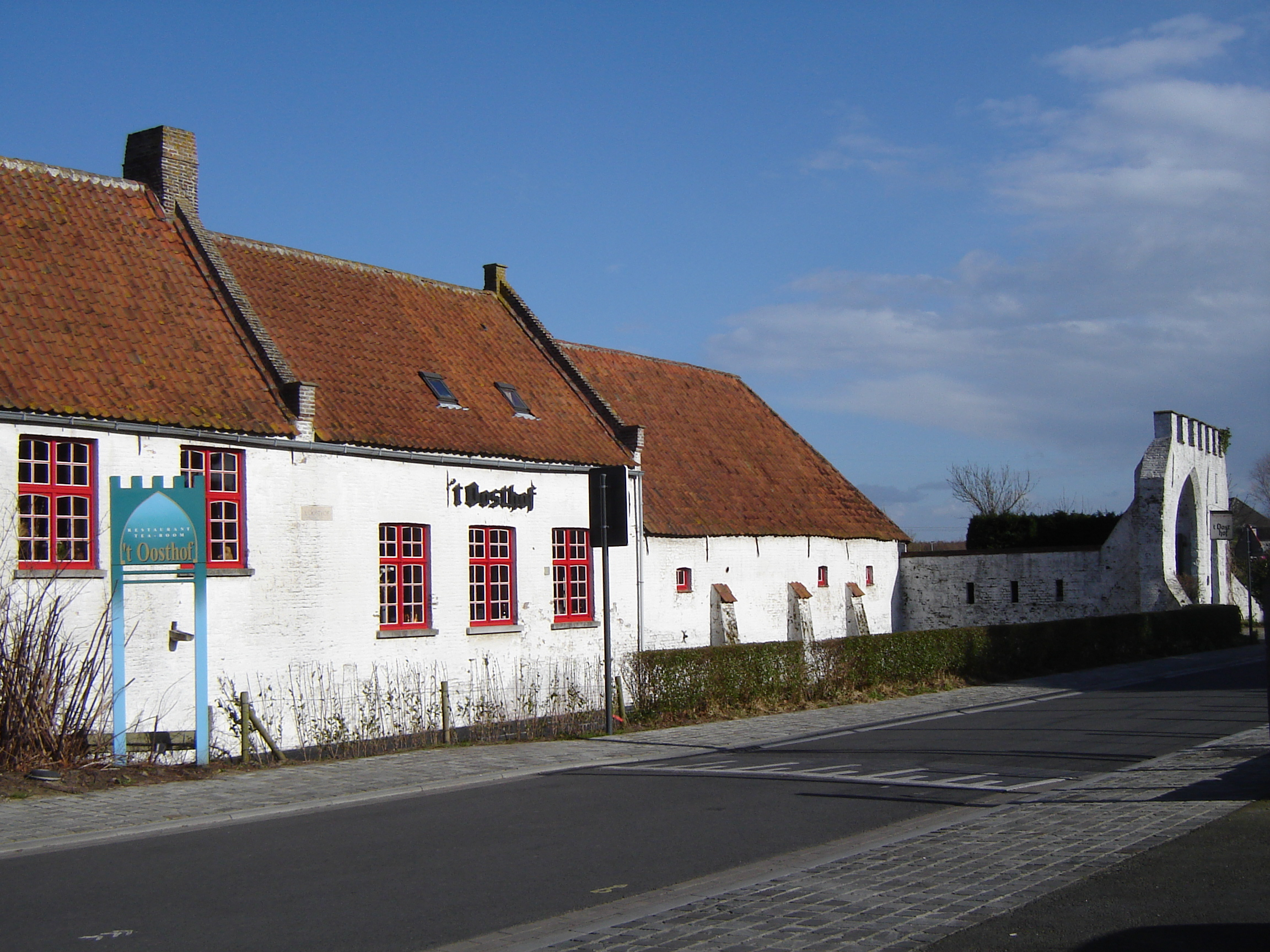
't Oosthof

Het Oosthof is een monumentale hoeve in Snellegem, in de Belgische provincie West-Vlaanderen. De geschiedenis van de hoeve gaat terug tot in de middeleeuwen. Anno 2018 is in het pand restaurant en tearoom 't Oosthof gevestigd.
Het Oosthof was eertijds de centrale hoeve van het Merovingisch kroondomein Snellegem. De domesticus of vertegenwoordiger van het Merovingisch gezag woonde er. Diverse heren bewoonden later de hoeve, waaronder de Heren van Rode (in de 11de eeuw), en later de Heren van Meetkerke. De schrijver Jacob van Maerlant was tot 1260 klerk bij de Heren van Rode. 
De monumentale toegangspoort, daterend uit de 16de eeuw en een bewaard gebleven gedeelte van de oorspronkelijke omwalling geven een idee van dit historisch erfgoed. Sinds 1962 wordt Het Oosthof als monument beschermd.